# Голіцин Дмитро Михайлович
Дмитро́ Миха́йлович Голі́цин (3 липня 1665, Москва, Московія — 14 квітня (25 квітня) 1737, Шліссельбург, Російська імперія) — російський князь, державний діяч 18 століття, один із членів Верховної таємної ради.

## Походження та кар'єра
Народився 3 липня 1665 у Москві. Син стольника Михайла Андрійовича Голіцина, старший брат Михайла Михайловича Голіцина.
У 1686 став кімнатним стольником царя Петра Олексійовича.
У 1694—1697 служив у Преображенському полку у званні капітана, пізніше вивчав військові науки в Італії.
У 1701—1704 був послом у Константинополі та був ув'язнений у Семивежній фортеці, пізніше брав участь у бойових діях Північної війни.

## Політична діяльність
У 1707—1718 був воєводою (потім — губернатором) у Києві, де, за відгуками сучасників, відрізнявся чесністю та непідкупністю. Однак, в записках до московської центральної адміністрації радив їй шляхом проведення політики інтриг поглиблювати суперечності між старшиною і гетьманом та заохочувати таємні доноси, щоб таким чином контролювати політичну ситуацію в Гетьманщині. В Києві князь звів власним коштом собор Миколо-Пустинського монастиря (1715).
З 1718 був головою Камер-колегії та членом Сената, завідував фінансами. Мав велику довіру Петра I, який часто звертався до нього з різними проханнями (наприклад, про переклад тих чи інших книжок). Проте, у 1723 Голіцина було заарештовано по справі Шафірова, але був помилуваний через клопотання імператриці Катерини Першої.

Собор Миколо-Пустинського монастиря в Києві, збудований Д. М. Голіциним. Знищений за радянської влади

Після смерті Петра I Голіцин підтримував партію противників правління його онука Петра II Олексійовича, однак погодився на царювання Катерини I в обмін на місце у Верховній таємній раді. За Петра II був призначений головою Коммерц-колегії, скасував низку державних монополій та знизив митні тарифи. Тоді ж ввів до Верховної таємної ради свого брата Михайла, який надалі став головою Військової колегії.
У 1730 запропонував запросити на престол курляндську герцогиню Анну Іоаннівну, обмеживши її владу «кондиціями» (які фактично обмежували роль монарха представницькими функціями). Пізніше розробив проект конституції, згідно з яким абсолютна монархія в Росії скасовувалася та країна перетворювалася на шляхетську республіку. Ці ідеї викликали неприйняття у більшої частини російського шляхетства. Анна розірвала «кондиції», демонструючи, що має намір правити одноособово. «Конституційна затійка» провалилася. Верховну таємну раду було розпущено.

## Відставка і смерть
Попри те, що Голіцин очолював «конституційну» партію, його, на відміну від Долгоруких, після розформування Верховної таємної ради не було вислано. Можливо, відіграв роль той факт, що ініцатива запрошення Анни Іоаннівни на престол походила від нього. Зберігаючи звання сенатора, він жив у маєтку Архангельському під Москвою, де зібрав величезну колекцію (близько 6 000 томів) європейської літератури. Незабаром, однак, репресії зачепили його зятя, за заступництво якому семидесятирічний князь у 1736 був арештований, звинувачений у підготовці заколоту та ув'язнений у Шліссельбурзькій фортеці, де невдовзі помер (за деякими відомостями, був убитий).